# Categoria monoidale
In matematica, una categoria monoidale, o categoria tensoriale, è una categoria {\displaystyle {\mathcal {C}}} munita di un bifuntore
{\displaystyle \otimes \colon {\mathcal {C}}\times {\mathcal {C}}\to {\mathcal {C}},}
che è associativo a meno di isomorfismi naturali, e un oggetto {\displaystyle I} che è elemento neutro sia a destra sia a sinistra per {\displaystyle \otimes } a meno di isomorfismi naturali. L'isomorfismo naturale associato è soggetto a certe condizioni che garantiscono che tutti i diagrammi rilevanti siano commutativi. In una categoria monoidale, gli analoghi degli usuali monoidi dell'algebra astratta possono essere definiti usando tali diagrammi commutativi. Infatti i monoidi classici sono esattamente gli oggetti monoide nella categoria monoidale degli insiemi con il prodotto cartesiano come prodotto monoidale.
Uno spazio vettoriale, un gruppo abeliano, un {\displaystyle R}-modulo, o una {\displaystyle R}-algebra con l'ordinario prodotto tensoriale sono una categoria monoidale. Le categorie monoidali possono essere viste come una generalizzazione di questi esempi.
Nella teoria delle categorie, le categorie monoidali possono essere usate per definire il concetto di un oggetto monoidale e un'azione a lui associata su altri oggetti della stessa categoria. Sono inoltre usate nella definizione di una categoria arricchita.
Le categorie monoidali hanno numerose applicazioni al di fuori della stessa teoria di categorie. Sono anche usate per definire dei modelli per il frammento multiplicativo della logica lineare intuizionista. Formano anche la base matematica per l'ordine topologico nella materia condensata. Le categorie monoidali intrecciate hanno applicazione nella teoria quantistica dei campi e nella teoria delle stringhe.

## Definizione formale
Una categoria monoidale è una categoria {\displaystyle {\mathcal {C}}} con
- un funtore controvariante {\displaystyle \otimes \colon {\mathcal {C}}\times {\mathcal {C}}\to {\mathcal {C}}} chiamato il prodotto tensoriale o prodotto monoidale,
- un oggetto {\displaystyle I} chiamato oggetto unità o oggetto identità,
- tre trasformazioni naturali soggette a certe condizioni di coerenza che esprimono il fatto che il l'operazione tensoriale
  - è associativa: c'è un isomorfismo naturale {\displaystyle \alpha }, chiamato associatore, indicato con {\displaystyle \alpha _{A,B,C}\colon (A\otimes B)\otimes C\cong A\otimes (B\otimes C)},
  - ha {\displaystyle I} come identità sinistra e destra: ci sono due isomofismi naturali {\displaystyle \lambda } e {\displaystyle \rho }, respettivamente chiamati riunificante destro e sinistro, con le componenti {\displaystyle \lambda _{A}\colon I\otimes A\cong A} e {\displaystyle \rho _{A}\colon A\otimes I\cong A}.

Le condizioni che queste trasformazioni naturali devono rispettare sono:
- per ogni {\displaystyle A}, {\displaystyle B}, {\displaystyle C} e {\displaystyle D} in {\displaystyle {\mathcal {C}}}, il seguente diagramma commuta:

commuta;
- per ogni {\displaystyle A} e {\displaystyle B} in {\displaystyle {\mathcal {C}}}, il seguente diagramma commuta:

Segue da queste tre condizioni che una grande classe di diagrammi di questo tipo (cioè i diagrammi costruiti usando identità e prodotti tensoriali {\displaystyle \alpha }, {\displaystyle \lambda } e {\displaystyle \rho }) commuta: questo è il "teorema di coerenza" di Mac Lane. Talvolta è affermato in modo impreciso che tutti i diagrammi commutano.
Una categoria strettamente monoidale è una categoria per la quale sono identità gli isomorfismi naturali {\displaystyle \alpha }, {\displaystyle \lambda } e {\displaystyle \rho }. Ogni categoria monoidale è equivalente monoidalmente a una categoria strettamente monoidale.

## Esempi
- Una qualunque categoria con prodotti finiti può essere vista come categoria monoidale con il prodotto come prodotto monoidale e l'oggetto terminale come identità. Tale categoria è talvolta detta categoria monoidale cartesiana. Per esempio:
  - {\displaystyle {\mathcal {Set}}}, la categoria degli insiemi con il prodotto cartesiano e i singoletti come identità;
  - {\displaystyle {\mathcal {Cat}}}, la bicategoria delle categorie piccole con il prodotto di categorie e le categorie con solo un oggetto e il suo morfismo identità come unità.
- Una qualunque categoria con coprodotti finiti può essere vista come categoria monoidale con il prodotto come prodotto monoidale e l'oggetto iniziale come identità. Tale categoria è talvolta detta categoria monoidale cocartesiana.
- {\displaystyle R}-{\displaystyle {\mathcal {Mod}}}, la categoria dei moduli su un anello commutativo {\displaystyle R} è una categoria monoidale con il prodotto tensoriale di moduli e l'anello {\displaystyle R}, visto come {\displaystyle R}-modulo, come unità. Come casi particolari si hanno:
  - {\displaystyle K}-{\displaystyle {\mathcal {Vec}}}, la categoria degli spazi vettoriali su un campo {\displaystyle K} con lo spazio vettoriale {\displaystyle K} di dimensione {\displaystyle 1} come identità;
  - {\displaystyle {\mathcal {Ab}}}, la categoria dei gruppi abeliani con gruppo degli interi {\displaystyle \mathbb {Z} } come unità.
- Per ogni anello commutativo {\displaystyle R} la categoria delle {\displaystyle R}-algebre è monoidale con il prodotto tensoriale di algebre e {\displaystyle R}, vista come {\displaystyle R}-algebra, l'identità.
- La categoria degli spazi puntati è monoidale con il prodotto smash e la 0-sfera (uno spazio discreto di due punti) come unità.
- La categoria di tutti gli endofuntori su una categoria {\displaystyle {\mathcal {C}}} è una categoria strettamente monoidale con la composizione di funtori come prodotto monoidale e il funtore identità come unità.
- Come per ogni categoria la sottocategoria completa generata da un qualunque oggetto è un monoide. Nel caso di una 2-categoria {\displaystyle {\mathcal {E}}} con un oggetto {\displaystyle C\in \mathrm {Ob} ({\mathcal {E}})}, la 2-sottocategoria completa di {\displaystyle {\mathcal {E}}} generata da {\displaystyle \{C\}} è una categoria monoidale. Nel caso {\displaystyle {\mathcal {E}}={\mathcal {Cat}}} si ottiene l'esempio precedente degli endofuntori.
- Un semireticolo con massimo minorante e superiormente limitato è una categoria monoidale simmetrica, il prodotto monoidale è l'operazione incontro del reticolo e l'elemento massimo è l'unità.

## Categorie strettamente monoidali libere
Per ogni categoria {\displaystyle {\mathcal {C}}}, la categoria strettamente monoidlae libera {\displaystyle \Sigma ({\mathcal {C}})} può essere costruita nel seguente modo:
- i suoi oggetti sono le successioni finite {\displaystyle A_{1},\dots ,A_{n}} di oggetti di {\displaystyle {\mathcal {C}}};
- ci sono morfismi tra due oggetti {\displaystyle A_{1},\dots ,A_{n}} e {\displaystyle B_{1},\dots ,B_{m}} solo se {\displaystyle m=n}, in questo caso i morfismi sono le successioni finite di morfismi {\displaystyle f_{1},\dots ,f_{n}} con {\displaystyle f_{i}\colon A_{i}\to B_{i}};
- il prodotto monoidale di due oggetti {\displaystyle A_{1},\dots ,A_{n}} e {\displaystyle B_{1},\dots ,B_{m}} è la concatenazione {\displaystyle A_{1},\dots ,A_{n},B_{1},\dots ,B_{m}} e analogamente il prodotto di due morfismi è la concatenazione delle due successioni finite.